# Żukowice (Basse-Silésie)
Pour les articles homonymes, voir Żukowice.
Żukowice est une localité polonaise et siège de la gmina de Żukowice, située dans le powiat de Głogów en voïvodie de Basse-Silésie.

## Histoire
De 1742 à 1945, Herrndorf fait partie de l'arrondissement de Glogau dans le district de Liegnitz au sein de la province de Silésie.